# Station Nieuw Amsterdam
Station Nieuw Amsterdam ligt in het Drentse dorp Veenoord aan de spoorlijn Zwolle – Emmen, en lag vroeger aan de spoorlijn Zwolle – Stadskanaal.
Het stationsgebouw, van het type tweede klasse van de NOLS, werd op 1 november 1905 in gebruik genomen. Het ontwerp was van de Amsterdamse architect Eduard Cuypers. De architectuur was verwant aan die van de stations Emmen, Gasselternijveen en Stadskanaal, die alle eerder werden gesloopt. Dit stationsgebouw werd in 1993 afgebroken, ondanks bezwaren van het Cuypersgenootschap, die het graag wilde behouden. Nieuw Amsterdam kreeg een eenvoudige abri.
Opmerkelijk is dat het station in Veenoord (ooit een apart dorp in een andere gemeente) ligt, terwijl het de naam draagt van het naburige Nieuw-Amsterdam.
Eind 2007 werd het aantal parkeerplaatsen bij het station fors uitgebreid.

## Afbeeldingen

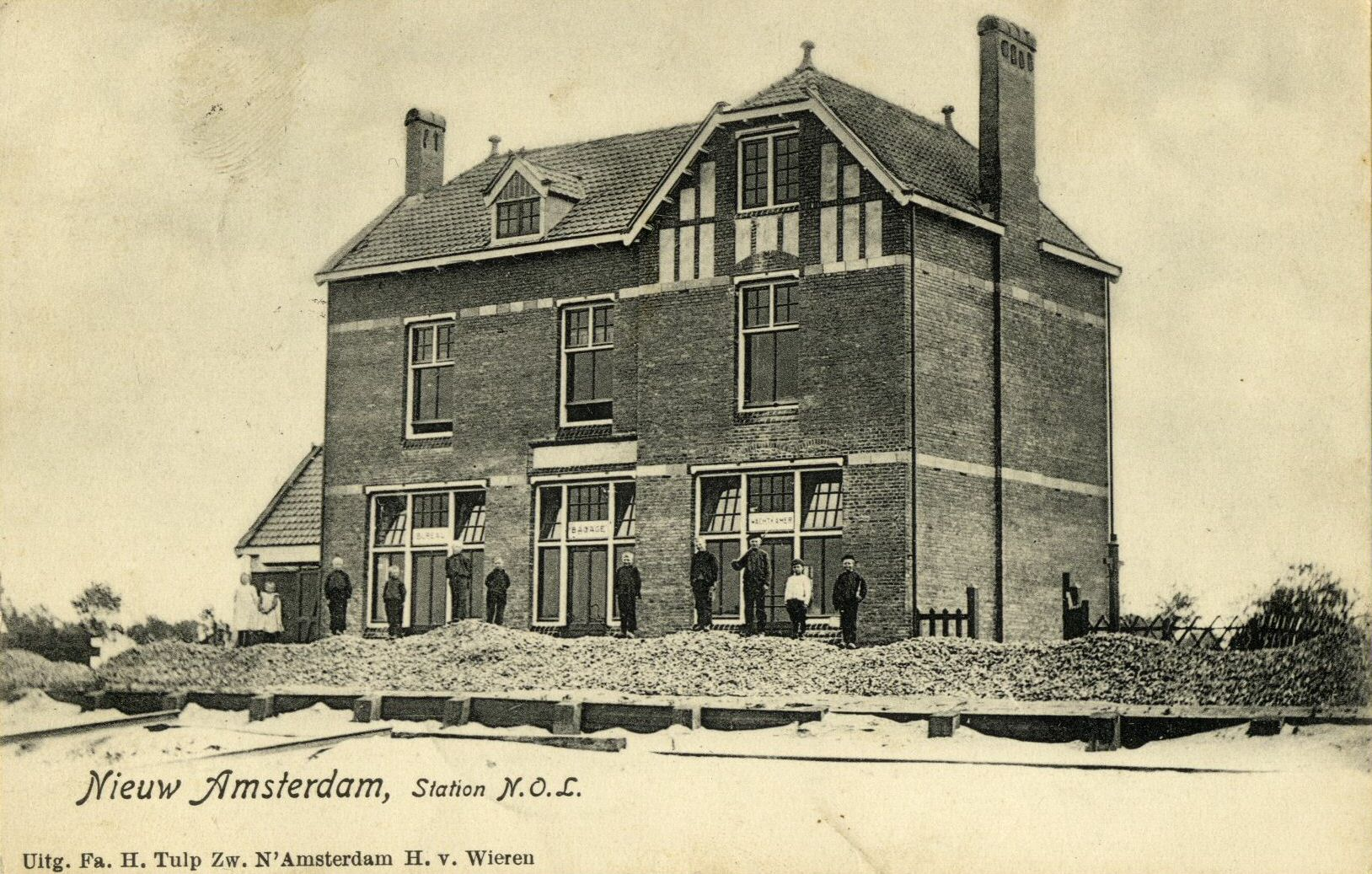
Oude station in 1905
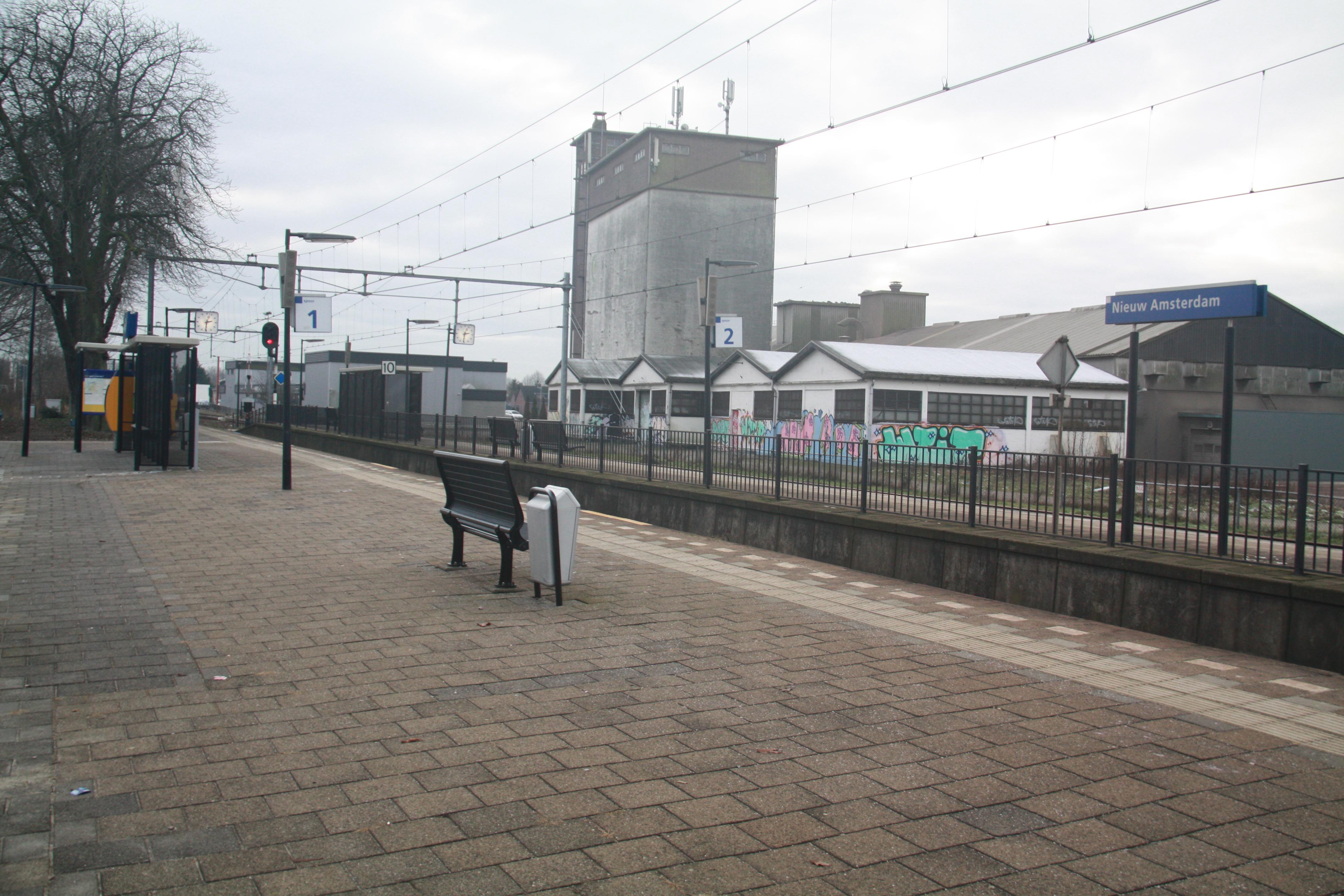
Station in 2009
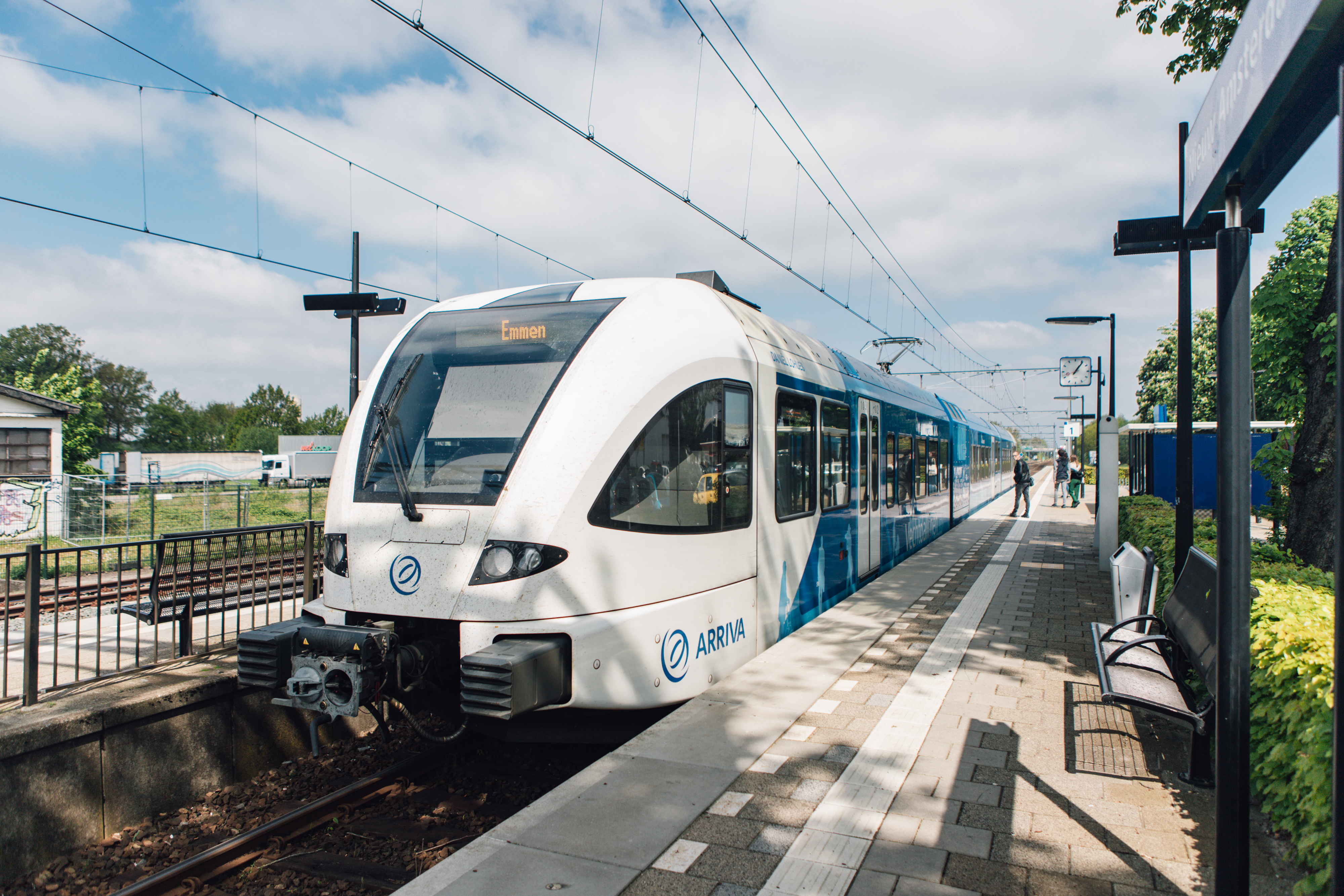
Blauwnet GTW op het station

## Verbindingen
In de dienstregeling van 2025, ingegaan op 15 december 2024, stoppen hier de volgende treinseries:
| Serie      | Treinsoort         | Route                                         | Bijzonderheden                      |
| ---------- | ------------------ | --------------------------------------------- | ----------------------------------- |
| 3800 RE 20 | Sneltrein (Arriva) | Zwolle – Mariënberg – Nieuw Amsterdam – Emmen | Onderdeel van Blauwnet. 1x per uur. |
| 8000 RS 20 | Stoptrein (Arriva) | Zwolle – Mariënberg – Nieuw Amsterdam – Emmen | Onderdeel van Blauwnet. 1x per uur. |